# تولما
تولما (به لاتین: Tuulemäe) یک روستا در استونی است که در دهستان کولسته واقع شده‌است.